# Український науково-дослідний і навчальний центр проблем стандартизації
Державне підприємство «Український науково-дослідний і навчальний центр проблем стандартизації, сертифікації та якості» (ДП «УкрНДНЦ») — є провідною організацією в Україні в сфері стандартизації, яка визнана на національному, міжнародному та європейському рівнях.
Згідно з розпорядженням Кабінету Міністрів України від 26.11.2014 № 1163 «Про визначення державного підприємства, яке виконує функції національного органу стандартизації» функції НОС виконує ДП «УкрНДНЦ»
ДП «УкрНДНЦ» представляє інтереси України в Міжнародній організації зі стандартизації (ISO), Міжнародній електротехнічній комісії (ІЕС) як повноправний член та є організацією-компаньйоном Європейського комітету стандартизації (CEN) та Європейського комітету стандартизації в галузі електротехніки (CENELEC).

## Історія
1992—2003 роки діяв Український науково-дослідний і навчальний центр проблем стандартизації (УкрНДІССІ). В 2003 році в процесі реорганізації він був ліквідований. ДП «УкрНДНЦ» було утворено постановою Кабінету Міністрів України від 21 серпня 2003 року № 1337.
з 2014 діє Український науково-дослідний і навчальний центр проблем стандартизації, сертифікації та якості (УкрНДНЦ). Розпорядженням Кабінету Міністрів України від 26.11.2014 № 1163-р визначено, що функції національного органу стандартизації виконує державне підприємство «Український науково-дослідний і навчальний центр проблем стандартизації, сертифікації та якості» (ДП «УкрНДНЦ»).
Відповідно до частини першої статті 11 Закону України «Про стандартизацію», Мінекономрозвитку було утворено національний орган стандартизації (НОС), який розпочав свою діяльність 03.01.2015.[значущість факту?]